# ناگاساکی انکی
ناگاساکی انکی (به ژاپنی: 長崎 円喜 ながさき えんき)، ناگاساکی تاکاتسونا; یک سامورایی در اواخر دوره کاماکورا رئیس سامورایی دوکورو در شوگون‌سالاری کاماکورا و ملازمان خانواده توکوسو از خاندان هوجو بود. خود او از خاندان ناگاساکی بود و پدرش ناگاساکی میتسوتسونا بود. انکی نامی بودایی است و نام رایج او در شجره نامه تاکاتسونا گفته می‌شود، اما در اسناد آن زمان به صورت ناگاساکی موریمونه نوشته شده است.